# Művészeti Wolf-díj

A Wolf Alapítvány emblémája

A művészeti Wolf-díj egyike a Wolf-díjaknak. Évente váltakozva osztják ki az építészet, zene, festőművészet és szobrászat területein.

## A díjazottak
- 2023: Szobrászat: Fujiko Nakaya, Richard Long
- 2022: Építészet: Elizabeth Diller, Momoyo Kaijima, Yoshiharu Tsukamoto
- 2021: Zene: Stevie Wonder, Olga Neuwirth
- 2020: Festészet és szobrászat: Cindy Sherman
- 2019: Építészet: Moshe Safdie
- 2018: Zene: Paul McCartney, Fischer Ádám
- 2017: Festészet és szobrászat: Laurie Anderson, Lawrence Weiner
- 2016: Építészet: Phyllis Lambert
- 2015: Zene: Jessye Norman, Murray Perahia
- 2014: Szobrászat: Ólafur Elíasson
- 2013: Építészet: Eduardo Soto de Moura
- 2012: Zene: Simon Rattle, Plácido Domingo
- 2011: Festészet: Rosemarie Trockel
- 2010: Építészet: David Chipperfield, Peter Eisenman
- 2008: Zene: Giya Kancheli, Claudio Abbado
- 2006/7: Festészet: Michelangelo Pistoletto
- 2006: Szobrászat: Nem került kiosztásra
- 2005: Építészet: Jean Nouvel
- 2004: Zene: Msztyiszlav Rosztropovics, Daniel Barenboim
- 2002/3: Festészet és szobrászat: Louise Bourgeois
- 2002: Szobrászat: Nem került kiosztásra
- 2001: Építészet: Álvaro Siza Vieira
- 2000: Zene: Pierre Boulez, Riccardo Muti
- 1999: Festészet: Nem került kiosztásra
- 1998: Szobrászat: James Turrell
- 1996/7: Építészet: Frei Otto, Aldo van Eyck
- 1995/6: Zene: Zubin Mehta, Ligeti György
- 1994/5: Festészet: Gerhard Richter
- 1993: Szobrászat: Bruce Nauman
- 1992: Építészet: Frank Gehry, Jørn Utzon, Denys Lasdun
- 1991: Zene: Yehudi Menuhin, Luciano Berio
- 1990: Festészet: Anselm Kiefer
- 1989: Szobrászat: Claes Oldenburg
- 1988: Építészet: Fumihiko Maki, Giancarlo De Carlo
- 1987: Zene: Isaac Stern, Krzysztof Penderecki
- 1986: Festészet: Jasper Johns
- 1984/5: Szobrászat: Eduardo Chillida
- 1983/4: Építészet: Ralph Erskine
- 1982: Zene: Vladimir Horowitz, Olivier Messiaen, Joseph Tal
- 1981: Festészet: Marc Chagall, Antoni Tapies